# Równe (województwo pomorskie)
Równe – wieś  w Polsce,  w województwie pomorskim, w powiecie kościerskim, w gminie Liniewo. 
Wieś kaszubska, położona na Pojezierzu Kaszubskim na północnym brzegu jeziora Polaszkowskiego. Wchodzi w skład sołectwa Chrztowo.
W latach 1975–1998 miejscowość administracyjnie należała do województwa gdańskiego.